# ChileCompra
La Dirección de Compras y Contratación Pública del Estado de Chile, o también llamada Dirección ChileCompra, es un organismo público descentralizado, dependiente del Ministerio de Hacienda, y sometido a la supervigilancia del presidente de la República.
Este organismo público fue creado con la Ley de Compras Públicas N.º 19.886, publicada en el Diario Oficial, la que estableció sus atribuciones y obligaciones. Comenzó a operar formalmente el 29 de agosto de 2003, sucediendo a la Dirección de Aprovisionamiento del Estado.
La Dirección ChileCompra tiene como misión "generar eficiencia en la contratación pública con altos estándares de probidad y transparencia". Cuenta con una sede nacional en Santiago además de sedes regionales en las respectivas capitales de cada región del país.

## Dependencias
Cuenta con varias plataformas:
- Registro de Proveedores del Estado: es un registro de empresas que quieren vender sus productos o servicios al Estado de Chile. Deben estar inscritas para poder participar en las licitaciones de la dirección ChileCompra y no estar afectas a ciertas condenas que las inhabilitan.
- Mercado Público: es una plataforma electrónica en donde más de 850 organismos públicos realizan sus compras.[3]

## Resultados
Durante el 2018, se transaron 8,4 billones de pesos (unos 13 100 millones de dólares) a través de Mercado Público, con un crecimiento de un 5,5% respecto de 2017.

## Directores
- Tomás Campero Fernández (2003 - 2008)
- Felipe Goya Goddard (2009 - 2012)
- Roberto Pinedo Banderas (octubre de 2012 - marzo de 2014)
- Trinidad Inostroza Castro (septiembre de 2014 - abril de 2019)
- Tania Perich Iglesias (septiembre de 2019 - octubre de 2022)
- Verónica Valle Saráh (julio de 2023 - actualidad)